# 브루누 모레이라 소아리스
브루누 모레이라 소아리스(포르투갈어: Bruno Moreira Soares 1999년 4월 8일 ~ )는 브라질의 축구 선수로, 포지션은 공격형 미드필더이다. 현재 그리스 수페르리가 2의 니키 볼로스 FC 소속이다. K리그 등록명은 브루노이다.

## 선수 경력
브라질의 산투스 FC의 유소년팀에서 활동했다.
2019시즌을 앞두고 콜롬비아의 카테고리아 프리메라 A의 엔비가도 FC에서 커리어를 시작했다.
2020시즌을 앞두고 K리그2의 안산 그리너스 FC로 임대 이적했다. 2020년 5월 31일에 열린 제주 유나이티드와의 리그 경기에서 안산 입단이후 첫 골을 기록했다.
2020시즌 여름 이적시장을 통해 K리그2의 충남 아산 축구단으로 임대 이적했다.